# Honey, I'm Home
Singles de Shania Twain
From This Moment On
(1998) That Don't Impress Me Much
(1998)
Honey, I'm Home est le sixième single extrait de l'album Come on Over de la chanteuse canadienne Shania Twain.